# Løkken
Løkken is een Deense plaats aan Noordzee in Noord-Jutland met 1624 inwoners (2020). Løkken is een oude vissersplaats, maar tegenwoordig is het een populaire badplaats. In de zomer komen er rond de 50.000 toeristen die in de zomerhuisjes, hotels en campings in de buurt verblijven.
Løkken hoorde tot 2007 tot gemeente Løkken-Vrå, daarna onder de gemeente Hjørring. De plaats maakt deel uit van de parochie Løkken-Furreby.

- Library of Congress Control Number: n82106127
- Nationale Bibliotheek van Israël: 987007555270705171
- Virtual International Authority File: 153629757